# Platythomisus octomaculatus
Platythomisus octomaculatus là một loài nhện trong họ Thomisidae.
Loài này thuộc chi Platythomisus. Platythomisus octomaculatus được Carl Ludwig Koch miêu tả năm 1845.